# Keith Charles Wright
Keith Charles Wright (St. Louis, Missouri, 1947. augusztus 31.–) amerikai mérnök, űrhajós, alezredes.

## Életpálya
1969-ben az University of Maryland keretében  villamosmérnöki diplomát szerzett. A Légierő hivatásos tisztje.
1979. augusztustól a Lyndon B. Johnson Űrközpontban részesült űrhajóskiképzésben. Nem teljesített szolgálatot a világűrben. Űrhajós pályafutását 1985 májusában fejezte be. 1979-1985 között a műholdas Control Facility Sunnyvale igazgatója, majd a Sparta Corporation, (El Segundo, Kalifornia) igazgatója.

## Tartalék személyzet
STS–51–C, a Discovery űrrepülőgép 3. repülésének küldetésfelelőse.